# Ireland’s Eye
Ireland’s Eye (Irisch: Inis Mac Neasáin) ist eine kleine, unbewohnte Insel nördlich von Howth in der Grafschaft Fingal. Sie ist mit Booten zu erreichen. Die Insel ist derzeit Teil der Grafschaft Fingal, war aber einst Teil der Stadt Dublin.

## Geschichte

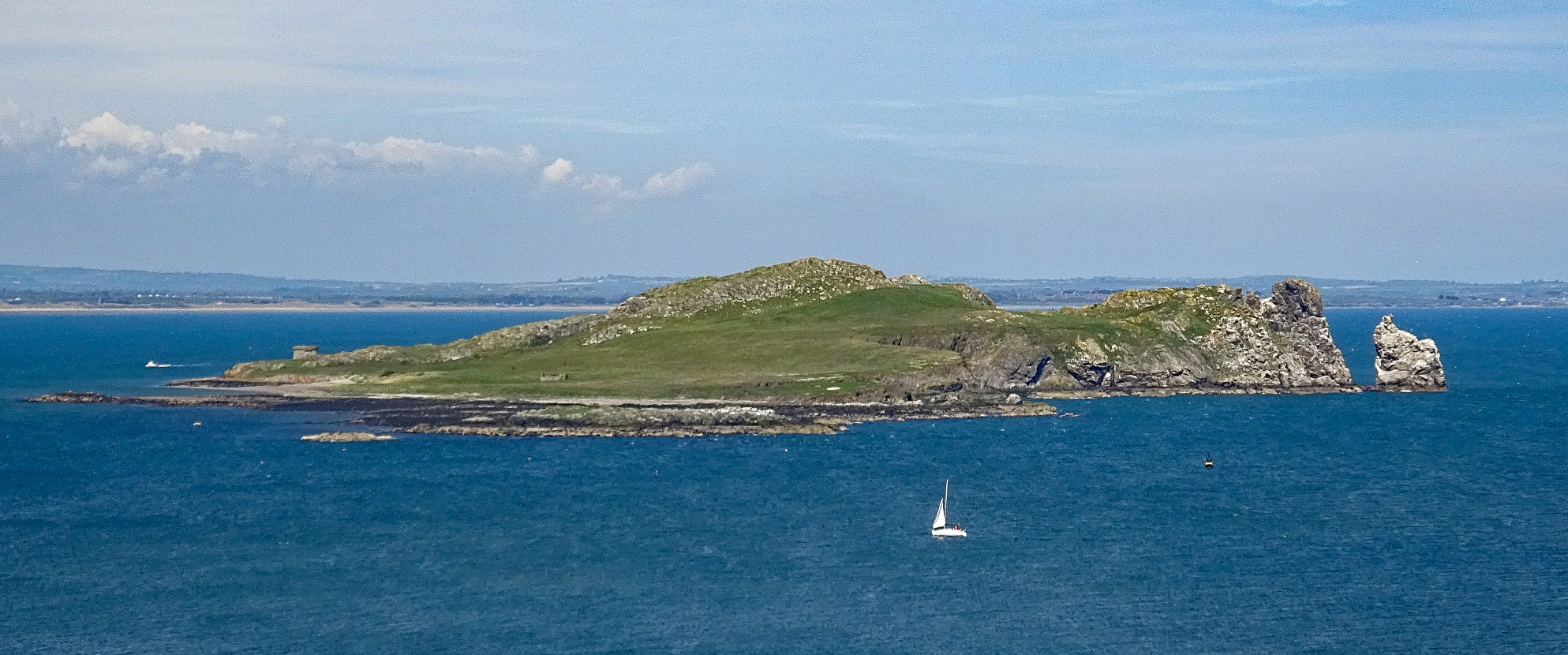
Ireland’s Eye von Südwesten

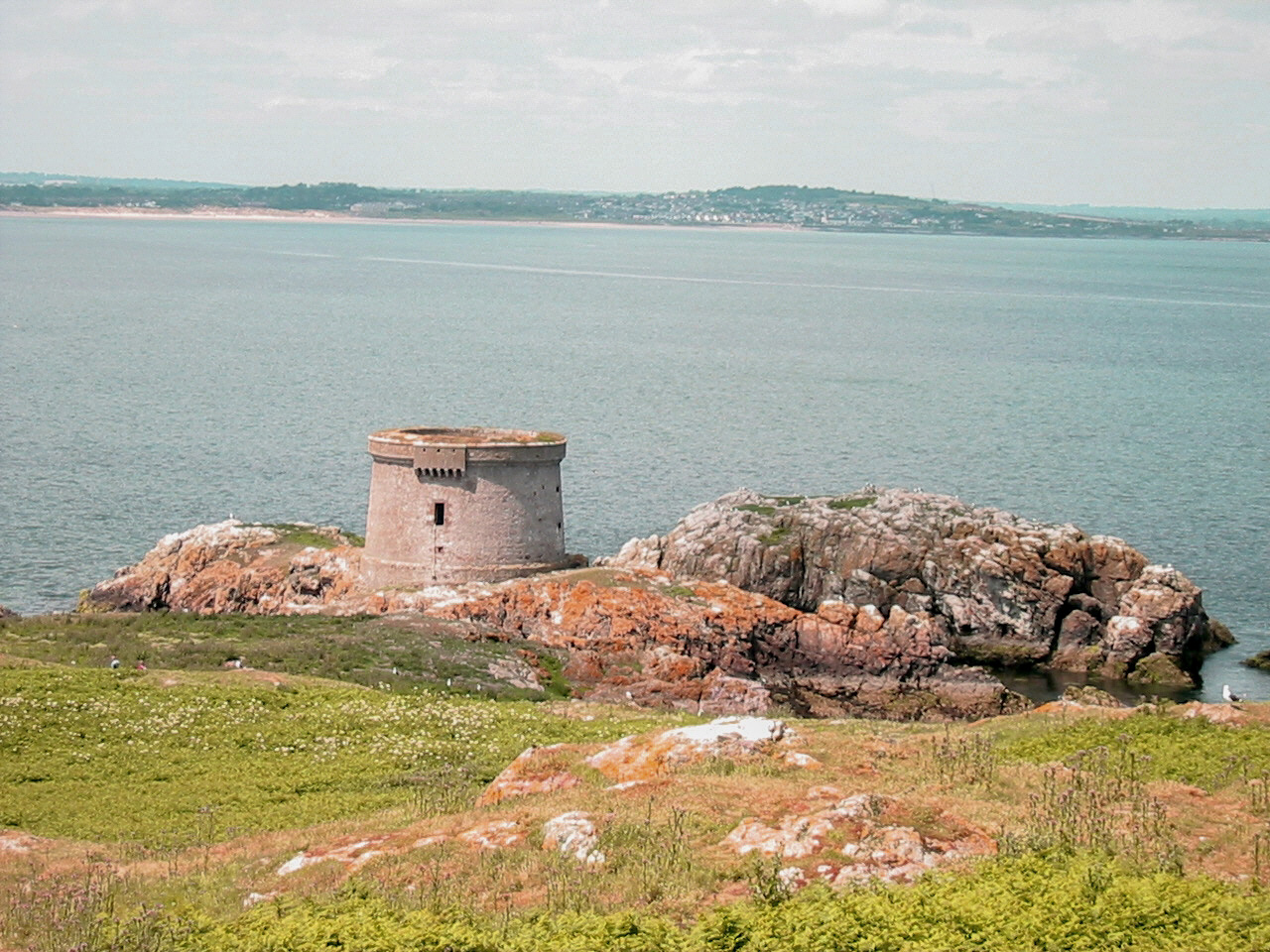
Martello-Turm

Die Ruinen eines Martello-Turmes und eine Kirche aus dem 8. Jahrhundert sind die einzigen Zeichen früherer Besiedlung. Der Eingang des Turmes ist ein Fenster, das sich fünf Meter über dem Boden befindet, und nur über ein Seil erreicht werden kann. Die Kirche diente als Pfarrkirche Howths bis zu den letzten Jahrhunderten, wurde aber durch eine Kirche im Dorf ersetzt, da man für jeden Gottesdienst mit dem Boot auf die Insel fahren musste.
Die Kelten bezeichneten sie als Eria-Insel. Eria war ein Frauenname, der sich im Laufe der Zeit zu Erin wandelte, was von Éireann, dem irischen Wort für Irland, abgeleitet wurde. Die Wikinger ersetzten das Wort Insel durch Ey, der norwegischen Übersetzung, deshalb wurde die Insel fortan Erins Ey und schließlich Ireland’s Eye genannt.

## Struktur und Fauna

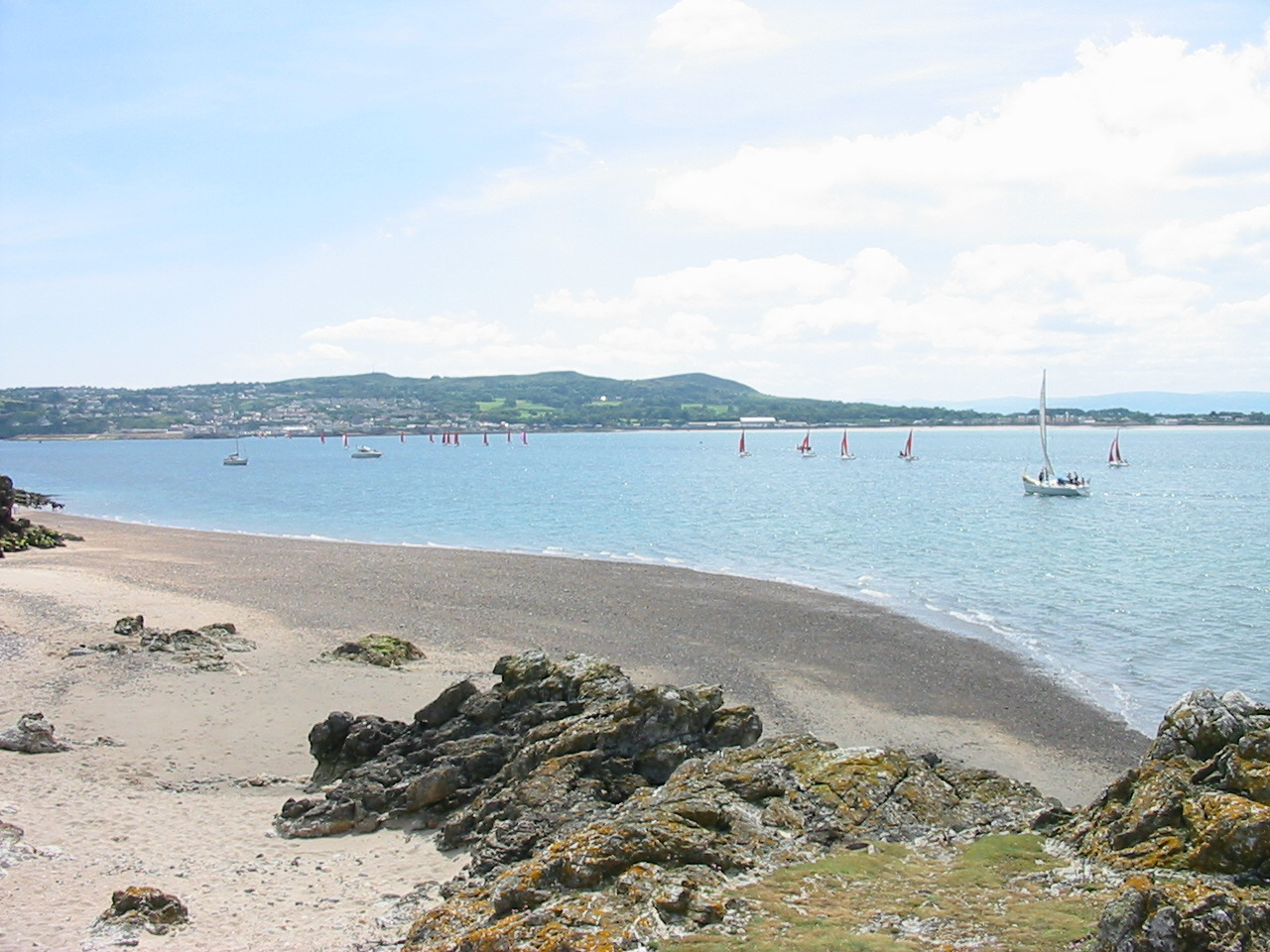
Segelboote vor Ireland’s Eye

Ireland’s Eye umfasst die Hauptinsel, eine Reihe von Felsen und eine kleine Insel namens Thulla. Das Hauptmerkmal der Insel ist der riesige, freistehende Felsen „the Stack“ im Nordosten der Insel, der Brutplätze für viele Vögel, darunter Trottellummen, Tordalke, Eissturmvögel und Möwen, bietet. Der Stack wurde in den 1980er Jahren Irlands fünftgrößte Tölpelkolonie, und es gibt jetzt ein paar hundert Brutpaare jedes Jahr. Auf der Hauptinsel siedelte sich eine große Kormoran-Kolonie an, und es werden hin und wieder Papageientaucher gesichtet.

## Heute
Die Insel hat einen registrierten Bereich von circa 0,21 km². Sie wird in den Sommermonaten von zwei kleinen Bootsunternehmen vom Hafen von Howth aus angesteuert.